# ایوان لبورژوا
ایوان لبورژوا (انگلیسی: Yvan Lebourgeois؛ زادهٔ ۲۶ اکتبر ۱۹۶۲) بازیکن فوتبال اهل فرانسه است.
از باشگاه‌هایی که در آن بازی کرده‌است می‌توان به باشگاه فوتبال کان اشاره کرد.